# 가브리엘 마르셀

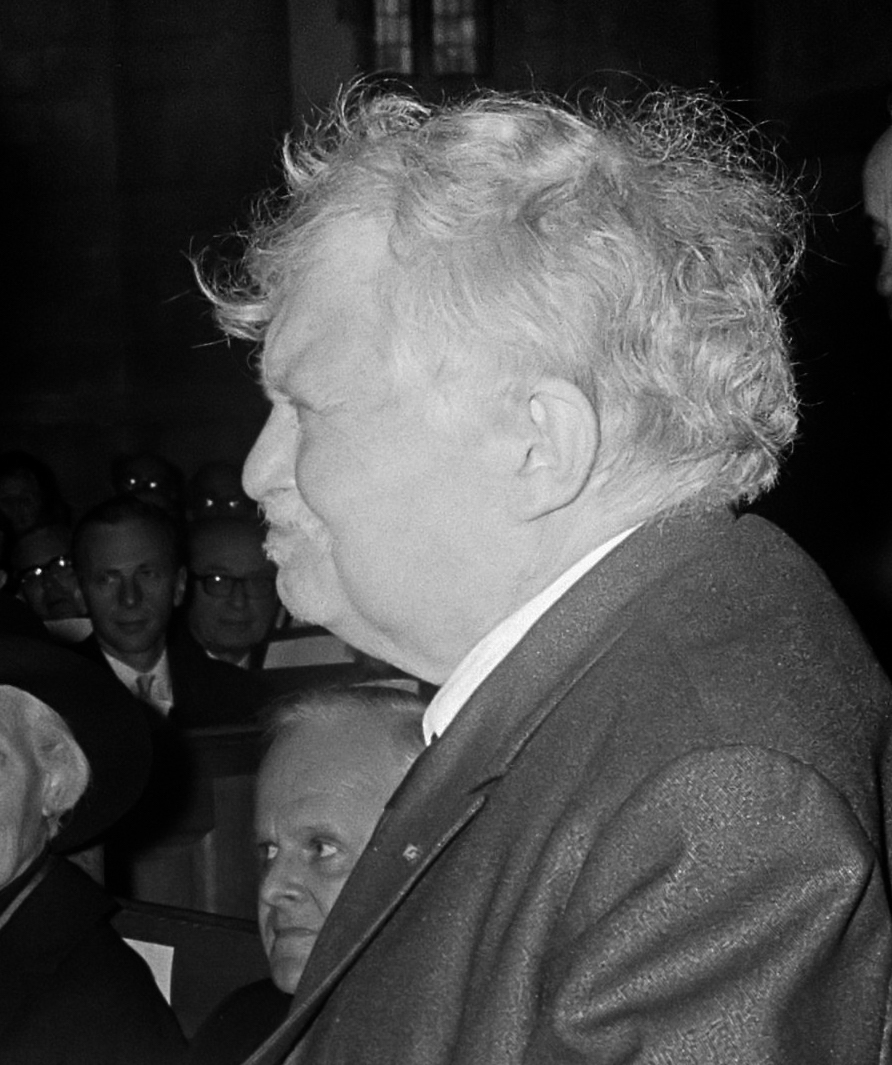

가브리엘 오노레 마르셀(프랑스어: Gabriel Honoré Marcel, 1889년 12월 7일 ~ 1973년 10월 8일)은 프랑스의 철학자·극작가·비평가이다.
파리 대학교에서 철학을 배웠으며 콜레주 드 프랑스에서는 앙리 베르그송의 강의를 들었다. 1925년에 발표한 <실존과 객체성>은 20세기 최초의 실존주의 문헌이라고 할 수 있다. 이른바 유신론적 실존주의의 대표적 철학자로 알려져 있으나 그 자신은 정반대의 입장에 있는 장폴 사르트르와 결부되는 실존주의라는 말을 싫어해서 자기의 입장을 즐겨 신소크라테스 학파 등으로 불렀다. 베르그송 이외에 프리드리히 빌헬름 요제프 셸링, 영국의 관념론자 프랜시스 허버트 브래들리, 조사이어 로이스 등의 영향을 받았으며, 제1차 세계 대전 중에는 구호원으로 종군하여 인간존재의 비극을 몸소 체험하고 추상적인 철학에 만족하지 못하여 1929년 가톨릭에 귀의했다.
사상적 작품은 에세이 이외에 많은 희곡이 있다. 또 사색에 결정적인 영향을 준 것은 요한 제바스티안 바흐의 음악이라고 한다. 그의 철학은 한마디로 구체자(具體者)의 철학이라고 할 수 있다. 데카르트에서 시작되는 근대적 자기 의식의 추상(抽象)을 배척하고 신체 속에 수육(受肉)되어 타자와 함께 있는 구체적 생활을, 통상의 대상화하는 반성과는 다른 '제2의 반성'에 의해 자각하면서 영원히 마르지 않는 샘과 같은 존재에 참여하는 것이 그의 철학의 주제이다.